# گلیدن (تگزاس)
گلیدن (به انگلیسی: Glidden) یک منطقهٔ مسکونی در ایالات متحده آمریکا است که در تگزاس واقع شده‌است. گلیدن ۲٫۶۰ کیلومتر مربع مساحت و ۶۶۱ نفر جمعیت دارد و ۷۰٫۷۱ متر بالاتر از سطح دریا واقع شده‌است.